# Vinsòbri
Vinsobres és un municipi francès situat al departament de la Droma i a la regió d'Alvèrnia-Roine-Alps. L'any 2007 tenia 1.093 habitants.

## Demografia

### Població
El 2007 la població de fet de Vinsobres era de 1.093 persones. Hi havia 452 famílies de les quals 114 eren unipersonals (43 homes vivint sols i 71 dones vivint soles), 173 parelles sense fills, 130 parelles amb fills i 35 famílies monoparentals amb fills.
La població ha evolucionat segons el següent gràfic:
Habitants censats

### Habitatges
El 2007 hi havia 801 habitatges, 465 eren l'habitatge principal de la família, 298 eren segones residències i 38 estaven desocupats. 740 eren cases i 61 eren apartaments. Dels 465 habitatges principals, 344 estaven ocupats pels seus propietaris, 113 estaven llogats i ocupats pels llogaters i 8 estaven cedits a títol gratuït; 2 tenien una cambra, 17 en tenien dues, 80 en tenien tres, 162 en tenien quatre i 205 en tenien cinc o més. 376 habitatges disposaven pel capbaix d'una plaça de pàrquing. A 258 habitatges hi havia un automòbil i a 176 n'hi havia dos o més.

### Piràmide de població
La piràmide de població per edats i sexe el 2009 era:
| Homes | Edats   | Dones |
| ----- | ------- | ----- |
| 0     | 95 o +  | 0     |
| 0     | 90 a 94 | 4     |
| 4     | 85 a 89 | 20    |
| 0     | 80 a 84 | 4     |
| 32    | 75 a 79 | 32    |
| 24    | 70 a 74 | 20    |
| 36    | 65 a 69 | 28    |
| 44    | 60 a 64 | 28    |
| 32    | 55 a 59 | 36    |
| 16    | 50 a 54 | 40    |
| 48    | 45 a 49 | 24    |
| 44    | 40 a 44 | 56    |
| 28    | 35 a 39 | 36    |
| 44    | 30 a 34 | 36    |
| 28    | 25 a 29 | 20    |
| 20    | 20 a 24 | 12    |
| 36    | 15 a 19 | 40    |
| 40    | 10 a 14 | 24    |
| 60    | 5 a 9   | 36    |
| 24    | 0 a 4   | 24    |

## Economia
El 2007 la població en edat de treballar era de 676 persones, 476 eren actives i 200 eren inactives. De les 476 persones actives 440 estaven ocupades (231 homes i 209 dones) i 37 estaven aturades (15 homes i 22 dones). De les 200 persones inactives 81 estaven jubilades, 55 estaven estudiant i 64 estaven classificades com a «altres inactius».

### Ingressos
El 2009 a Vinsobres hi havia 460 unitats fiscals que integraven 1.110,5 persones, la mediana anual d'ingressos fiscals per persona era de 18.156 €.

### Activitats econòmiques
Dels 52 establiments que hi havia el 2007, 3 eren d'empreses alimentàries, 1 d'una empresa de fabricació d'altres productes industrials, 11 d'empreses de construcció, 13 d'empreses de comerç i reparació d'automòbils, 2 d'empreses de transport, 7 d'empreses d'hostatgeria i restauració, 1 d'una empresa d'informació i comunicació, 4 d'empreses immobiliàries, 3 d'empreses de serveis, 5 d'entitats de l'administració pública i 2 d'empreses classificades com a «altres activitats de serveis».
Dels 16 establiments de servei als particulars que hi havia el 2009, 1 era una oficina de correu, 2 tallers de reparació d'automòbils i de material agrícola, 1 paleta, 1 guixaire pintor, 1 fusteria, 1 lampisteria, 3 electricistes, 2 perruqueries i 4 restaurants.
Dels 2 establiments comercials que hi havia el 2009, 1 era una fleca i 1 una llibreria.
L'any 2000 a Vinsobres hi havia 99 explotacions agrícoles que ocupaven un total de 2.128 hectàrees.

## Equipaments sanitaris i escolars
El 2009 hi havia una escola elemental.

## Poblacions més properes
El següent diagrama mostra les poblacions més properes.